# Kontext: Wochenzeitung
Die Kontext: Wochenzeitung (Eigenschreibweise KONTEXT:Wochenzeitung) ist eine deutsche Wochenzeitung.

## Geschichte
Gegründet wurde die Online-Zeitung im April 2011 von einer Gruppe Journalisten um Josef-Otto Freudenreich, einem langjährigen Chefreporter der Stuttgarter Zeitung. Ihr Ziel ist nach eigenen Angaben ein qualitativ hochwertiger, unabhängiger Journalismus, der nicht von Anzeigenkunden abhängig ist. Freudenreich bezeichnet das Blatt als kritisch und links.
Laut eigenen Angeben fungiert der Verein Kontext: Verein für ganzheitlichen Journalismus e. V. als Herausgeber. Anlass für die Gründung waren die Auseinandersetzungen um den Bau des neuen Stuttgarter Hauptbahnhofs (Stuttgart 21) sowie der sogenannte Schwarze Donnerstag am 30. September 2010 im Stuttgarter Schlossgarten und die Unzufriedenheit mit einer in den Augen der Gründer zunehmend oberflächlichen Berichterstattung in der deutschen Presselandschaft.
Die Zeitung finanziert sich nach eigenen Angaben großteils über regelmäßige Spenden. Im Dezember 2020 sollen es rund 1.500 Personen gewesen, welche die Zeitung in dieser Weise unterstützten. Zum einjährigen Jubiläum, das im April 2012 nach eigenen Angaben unter prekären wirtschaftlichen Schwierigkeiten begangen wurde, gratulierten u. a. der baden-württembergische Ministerpräsident Winfried Kretschmann (Bündnis 90/Die Grünen), der Publizist und Verleger Jakob Augstein (SPIEGEL) sowie einer der Hauptprotagonisten der Proteste gegen „Stuttgart 21“, Gangolf Stocker.

## Erscheinungsweise
Das digitale Medium erscheint mittwochs neu und samstags in gedruckter Form als vierseitige Beilage der tageszeitung (taz).

## Autoren
Zu den regelmäßigen Autoren gehören u. a. (Stand Dezember 2020) Filiz Koçali, Johanna Henkel-Waidhofer, Arno Luik, Peter Grohmann, Anton Maegerle, Joe Bauer, Stefan Siller, Martin Storz, Peter Unfried, Ulrich Viehöver und Winfried Wolf. Die Karikaturisten Kostas Koufogiorgos und Oliver Stenzel tragen regelmäßig ihren zeichnerischen Kommentar bei. Gastautoren sind bzw. waren u. a. die ehemalige Vizepräsidentin des Deutschen Bundestages Claudia Roth (Bündnis 90/Die Grünen) sowie der langjährige CDU-Arbeitsminister Norbert Blüm.